# سوري (كوه بنج)
سوري (بالفارسية: سوری) هي قرية تقع في إيران في البلدة المركزية.